# 维尔迪蓬
维尔迪蓬（法語：Ville-du-Pont，法語發音：[vil dy pɔ̃]）是法国杜省的一个市镇，属于蓬塔利耶区。

## 地理
维尔迪蓬（47°0'11"N, 6°28'39"E）面积15.02 平方千米，位于法国勃艮第-弗朗什-孔泰大區杜省，该省份为法国东部内陆省份，北起上索恩省，西接汝拉省，东部及东南部与瑞士接壤，东北部与贝尔福地区省接壤。
与维尔迪蓬接壤的市镇（或旧市镇、城区）包括：莱孔布、格朗孔布沙特勒、莱格拉。

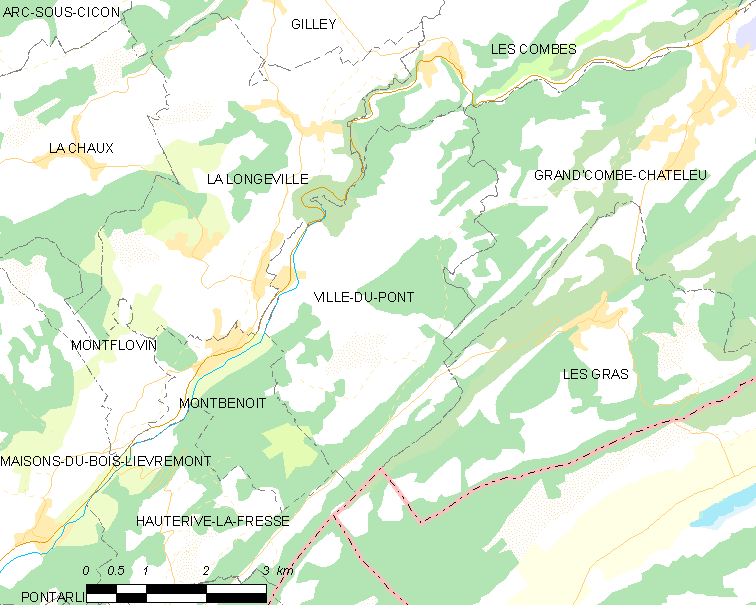
维尔迪蓬的OSM定位图

维尔迪蓬的时区为UTC+01:00、UTC+02:00（夏令时）。

## 行政
维尔迪蓬的邮政编码为25650，INSEE市镇编码为25620。

## 政治
维尔迪蓬所属的省级选区为奥尔南县。

## 人口

1962-2008年间维尔迪蓬人口变化图示

维尔迪蓬于2022年1月1日时的人口数量为326人。